# Batwing (Marvel Comics)
Batwing —Alas de Murciélago en España— (James " Jimmy " Santini) es un personaje ficticio que aparece en los cómics estadounidenses publicados por Marvel Comics.

## Historial de publicaciones
Su primera aparición fue en Untold Tales of Spider-Man # 2 (octubre de 1995), y fue creado por Kurt Busiek y Pat Olliffe.
Batwing apareció como personaje secundario en Academia Vengadores comenzando con el número 20 (diciembre de 2011), haciendo apariciones ocasionales a lo largo de la serie.
El personaje tiene un parecido con el personaje de DC Cómics Man-Bat, uno de los numerosos villanos de Batman.

## Biografía del personaje ficticio
El joven Jimmy Santini estaba con su padre en una investigación sobre el vertido ilegal de desechos tóxicos en el Parque nacional de las Cavernas de Carlsbad, donde los contaminadores dispararon a su padre o lo mataron en las profundas cavernas (los detalles completos estaban turbios en el diario de Jimmy) Jimmy se perdió en las cavernas y bebió agua que "sabía a metal". Finalmente fue rescatado y regresó con su madre. Pronto los químicos comenzaron a surtir efecto y Jimmy le brotó alas. Su madre lo proclamó demonio, haciendo que Jimmy huyera. Continuó mutando en una criatura parecida a un murciélago y terminó robando comida para sobrevivir. Llegó a la ciudad de Nueva York e hizo su hogar debajo de un viejo muelle. Jimmy comenzó a robar comida de personas que cenan en los tejados asustando a la gente en el proceso. Por lo tanto, la gente comenzó a llamarlo Batwing.
Cuando el concejal de la ciudad de Nueva York, Randolph Cherryh, cenó una vez con su novia, Batwing apareció y robó algunas de sus manzanas, lo que humilló a Randolph. Randolph Cherryh le otorgó una recompensa en la que Peter Parker decidió participar durante sus problemas financieros. Randolph organizó una fiesta como parte de una trampa. Cuando llegó Batwing, la policía saltó y comenzó a disparar solo para Peter Parker en su alias de Spider-Man para levantar las armas y perseguir a Batwing. Batwing luchó con Spider-Man antes de huir de regreso a donde vivía debajo del muelle. Cuando Spider-Man siguió a Batwing hasta el muelle, descubrió que Batwing era solo un niño asustado que estaba robando comida para sobrevivir. Spider-Man leyó algo de su historia antes de que Jimmy se topara con el concejal que seguía en secreto en su helicóptero. A Randolph no le importaba si Batwing era solo un joven, y estaba a punto de matar al niño cuando Spider-Man atacó a sus hombres. Batwing huyó a pesar de la oferta de Spider-Man de conseguir que Reed Richards o Hank Pym lo ayudaran a curarlo. Randolph prometió arruinar la vida de Spider-Man antes de que su boca se palmeara y se metiera en un bote de basura.
Spider-Man continuó trayendo comida a Jimmy, que aún teme a personas como Randolph Cherryh.
Spider-Man luego le pidió al Dr. Curt Connors que usara su experiencia para ayudar a curar a Jimmy. Cuando un accidente hace que Connors se convierta en el Lagarto nuevamente, Batwing ayuda a Spider-Man a localizarlo y curar a Connors. Connors y Jimmy se van de Nueva York a un lugar tranquilo donde Jimmy puede curarse.
Cuando la cura de Connors falla, Batwing regresa a Nueva York y lucha contra Spider-Man nuevamente. Con su padre muerto y su madre rechazándolo, Jimmy espera la muerte. Spider-Man localiza a la madre de Jimmy y le dice que Jimmy sigue siendo su hijo, independientemente de su condición, y que se equivocó al rechazarlo. Justo cuando Batwing está a punto de ser baleado por el Departamento de Policía de Nueva York, la madre de Jimmy interviene y le dice a su hijo que todavía lo ama. Al escuchar esto y saber que es amado, Jimmy vuelve a su forma humana y a la retirada de la policía. Jimmy se va a casa con su madre y finalmente recibe el amor que necesita desesperadamente.
Después de la Guerra Civil de superhéroes, Batwing ingresa a la Iniciativa de Cincuenta Estados como uno de los reclutas en Camp Hammond junto con Chica Gorila,  Prodigio, Butterball y otros. Se une a ellos para que puedan ayudar a curarlo de su forma de murciélago.
Durante la historia de Secret Invasion, Batwing se encuentra entre los cadetes de la Iniciativa vistos luchando contra los Skrulls.
Cuando Delroy Garrett dejó la Iniciativa después de la muerte de Crusader, Batwing no estaba contento con que Delroy lo matara. Batwing fue asignado a la Iniciativa Sombra. Mientras el resto de la Iniciativa está ocupada con el Asedio de Asgard, Penance evade a los guardias y convence a Batwing, Bengal y Butterball para que ayuden a la Resistencia de los Vengadores. Batwing y Butterball más tarde organizan un nuevo equipo para Carolina del Norte, con sede en Morganton, para reemplazar a los encarcelados U-Foes.
Batwing más tarde asistió a la noche de graduación en la Academia Vengadores con los Jóvenes Aliados y los que estaban en la Iniciativa. Batwing es uno de los otros superhéroes jóvenes vistos en el Nuevo Campus de la Academia Vengadores.
Durante la historia de Fear Itself, Batwing aparece en una reunión celebrada por Prodigio sobre martillos mágicos que se han estrellado en la tierra. Ayuda al equipo a rescatar sobrevivientes y aparece durante la batalla contra Chica Thor, quien había recuperado sus poderes designados.
Batwing es parte de la nueva clase de estudiantes cuando la Academia Vengadores se muda a la antigua sede de los Vengadores de la Costa Oeste.

## Poderes y habilidades
Batwing posee alas de murciélago que se extienden desde sus dedos índices hasta sus tobillos, lo que le permite volar. También posee velocidad sobrehumana, visión nocturna, ecolocación y audición mejorada. Tiene garras afiladas y colmillos.